# Ксеноархеологія

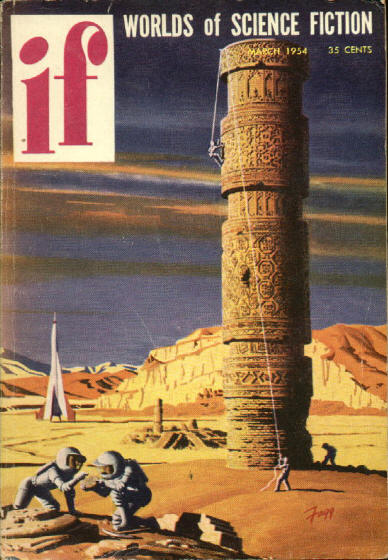
Ксеноархеологи на обкладинці журналу «If» (березень 1954).

Ксеноархеологія — гіпотетична форма археології, що має справу з фізичними залишками минулого інопланетних цивілізацій (необов'язково вимерлих). Вони можуть бути знайдені на планетах або супутниках, в космосі, астероїдному поясі, на орбітах планет або у точках Лагранжа.
У даний час ксеноархеологія — гіпотетична наука, яка існує в основному в науково-фантастичних роботах і не практикується більшістю археологів. Хоча палеоконтакт з інопланетянами не заперечується, і розроблено теоретичну основу пошуку позаземних структур в точках Лагранжа Сонячної системи, більшість серйозних археологічних робіт уникають цього.

## Етимологія
Назва походить від грецького слова «ксенос» (ξένος) — «чужинець, незнайомець», і «археологія» — наука про стародавність. Іноді замість «ксеноархеологія» використовується назва «екстраархеологія», де приставка «екстра-» означає «поза-». Тобто екстраархеологія вивчає рукотворні пам'ятки, знайдені поза Землею.
Програми пошуку матеріальних слідів позаземних цивілізацій, такі як SETA (Search for Extraterrestrial Artifacts) користуються й іншими похідними назвами: позаземна археологія, космічна археологія, космічна антропологія, селеноархеологія.

## У науковій фантастиці
Ксеноархеологія — поширена тема в науковій фантастиці. Найбільш яскраві приклади фантастичних творів, де важливе місце займає ця наука:

### Романи
- Брама — Фредерик Пол
- 2001: Космічна одіссея — Артур Кларк
- Рандеву з Рамою — Артур Кларк
- Подорож Космічного Бігля — Альфред ван Вогт
- Зламані ангели — Річард Могран
- Простір одкровення — Аластер Рейнольдс
- Рухаючи лід — Аластер Рейнольдс
- Хребти Безумства — Говард Лавкрафт
- Двигуни бога — Джек Макдевіт
- Послання Геркулеса — Джек Макдевіт
- Всесвіт Спадщини — Чарльз Шеффілд
- Пришестя ночі (трилогія) — Пітер Гамільтон
- Саргаси космосу — Андре Нортон
- Сага Семи Сонць — Кевін Джеймс Андерсон
- Колодязь душ — Джек Чалкер
- Спадщина — Джеймс Шміц
- Відомий космос — Ларрі Нівен
- Без пощади — Олександр Зорич
- Гіперіон — Ден Сіммонс

### Оповідання
- Страж — Артур Кларк
- Багатомовний — Бім Пайпер
- Золоті вії — Стівен Бакстер

### Відеоігри
- Halo (серія відеоігор)
- Alien Legacy
- Star Trek: A Final Unity
- RAMA (заснована на романі Артура Кларка)
- Freelancer
- Wing Commander: Privateer
- The Dig
- Doom 3
- Star Wars: Knights of the Old Republic
- Mass Effect
- Homevorld, Homeworld 2
- Freespace
- Star Control
- Dead Space 3

### Фільми
- Зоряна брама
- Doom
- Чужий
- Заборонена планета

### Серіали
- Зоряний шлях
- Зоряна брама
- Вавилон 5